# Borgsum
Borgsum település Németországban, Schleswig-Holstein tartományban. Lakosainak száma 331 fő (2023. december 31.). Borgsum Oldsum, Alkersum és Witsum községekkel határos.

## Fekvése
Föhr szigetén fekvő település.

## Leírása

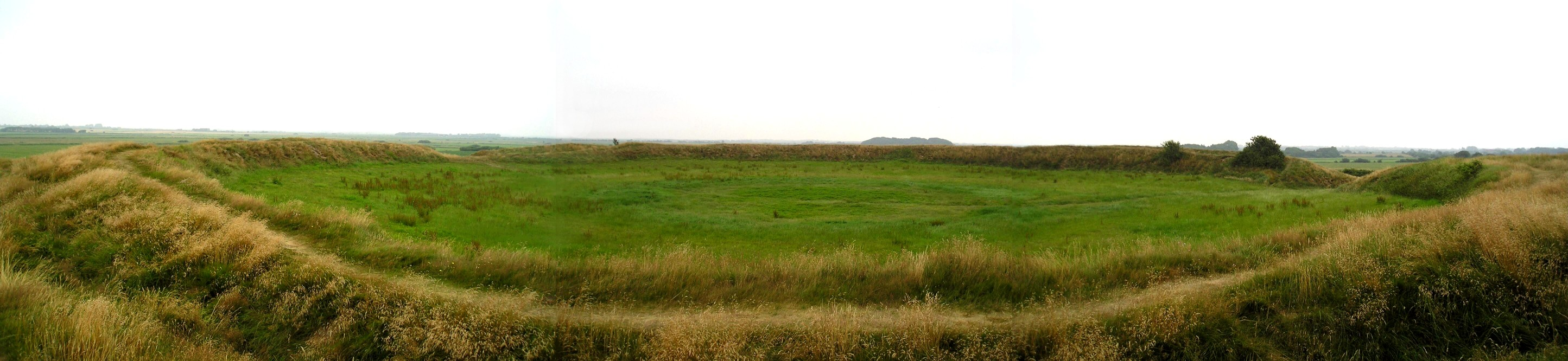
Lembecksburg

A hely neve azt jelenti település a kastélyban. Ez arra utal, hogy a Lembecksburg. Ez egy 10 m magas sánc, melynek átmérője 95 m, épült a 9. században, hogy megvédje az vikingek. A várat nevezték el a lovag Klaus
Föhl sziget legmagasabb pontján, Borgsum falu közelében található egy régi körfal (Lembecksburg). A régészetileg fontos emlék melynek átmérője kb. 95 méter, magassága 10 m volt, a kör déli oldalán bejárattal, az itt levő egykori erődítményt vizesárok vette körül, tetején palánkkal. Az 1950-es években végzett itteni ásatások során agyagedények, neolit és vaskori leletek kerültek itt napvilágra, ami azt bizonyítja, hogy már mielőtt a 7. században a frízek birtokbavették a szigetet, éltek itt emberek, de a legtöbb lelet a 9-11. századból, a vikingek idejéből való.

## Galéria

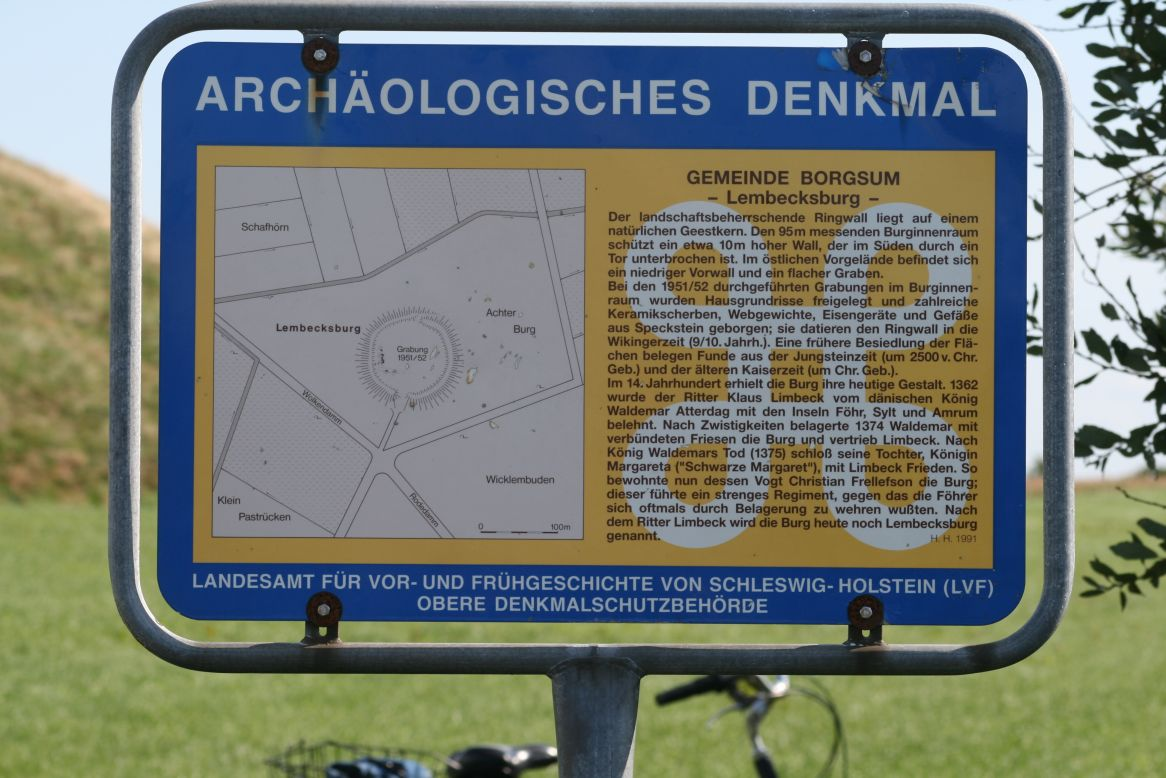
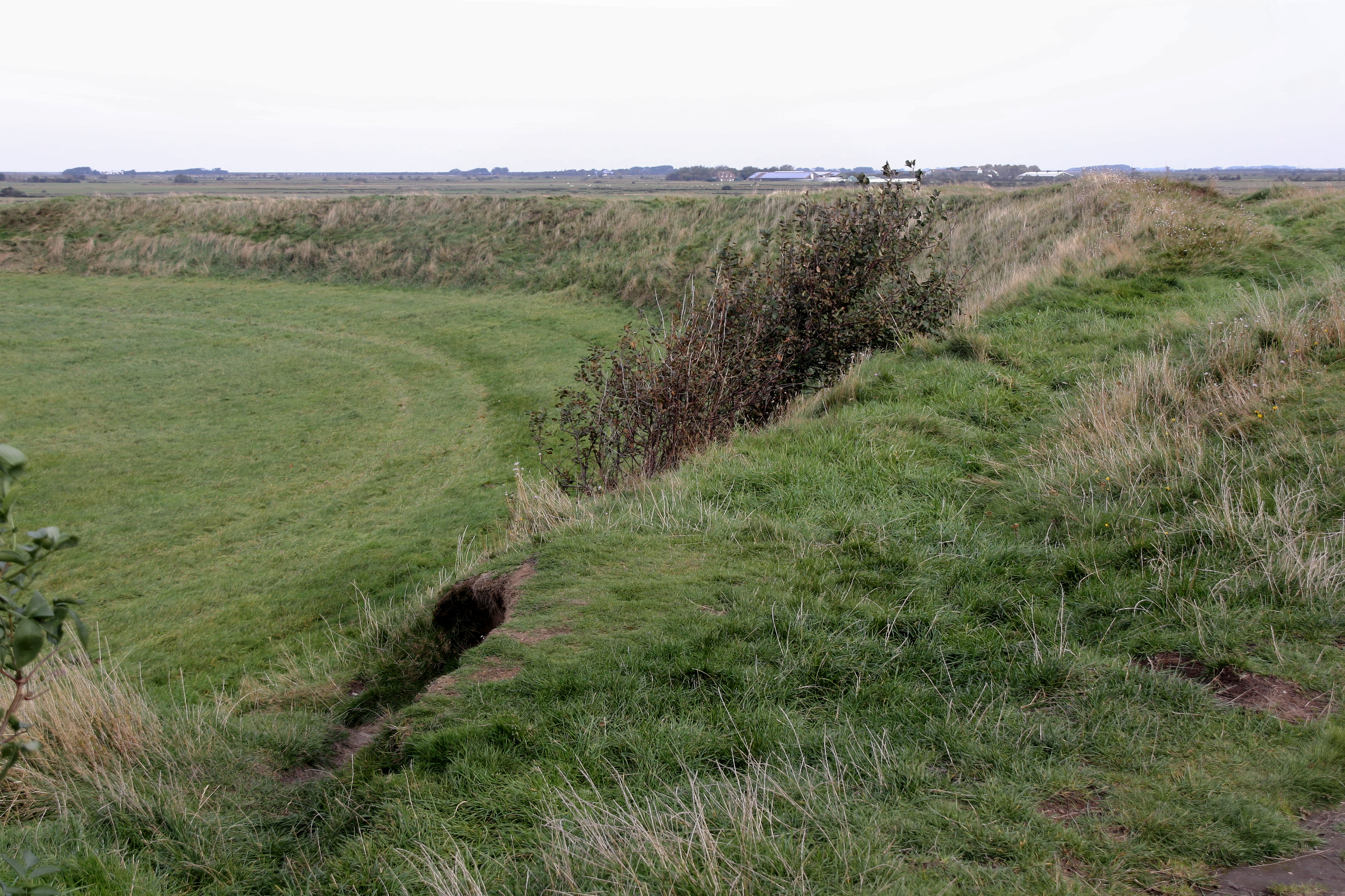
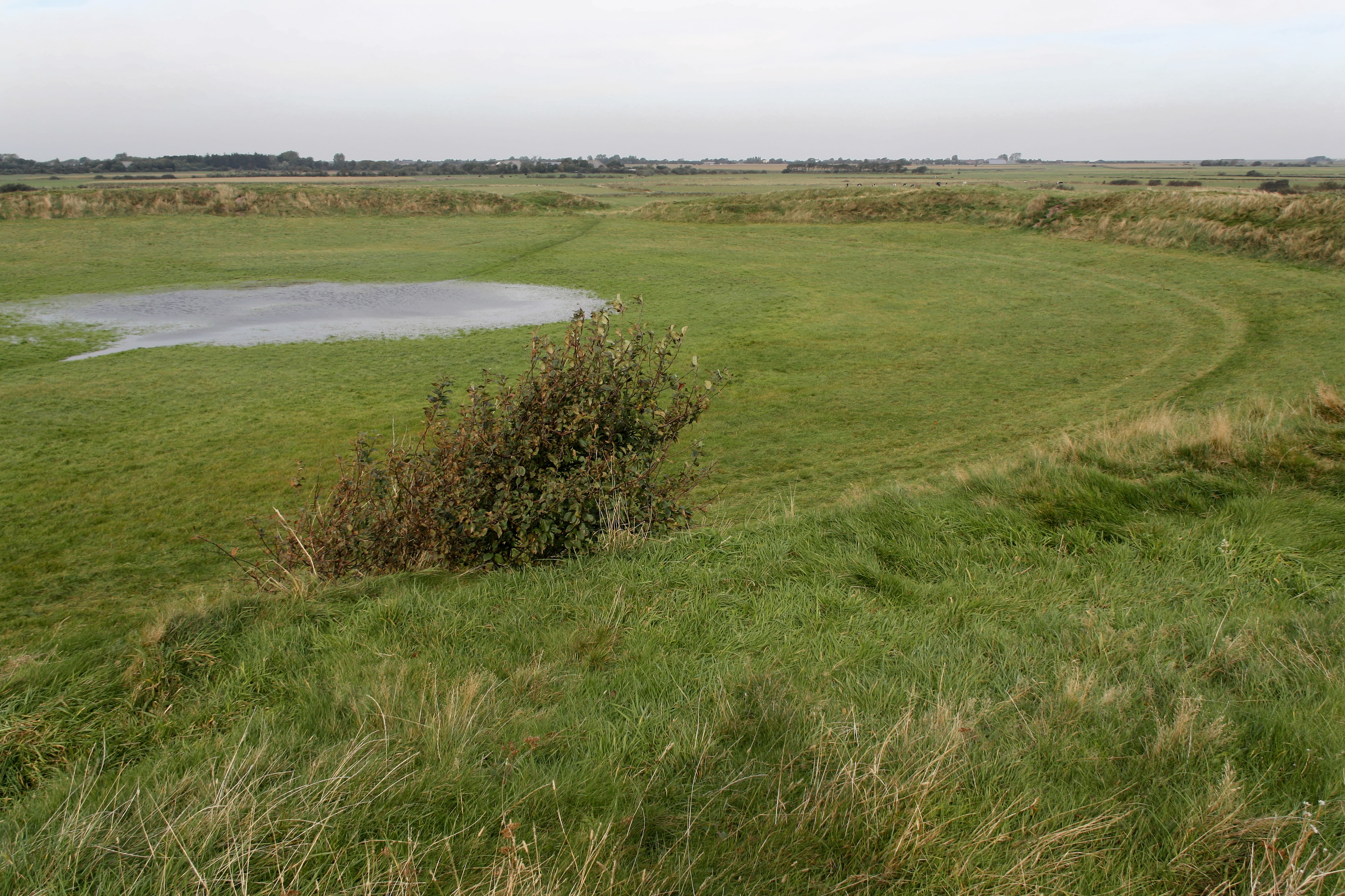
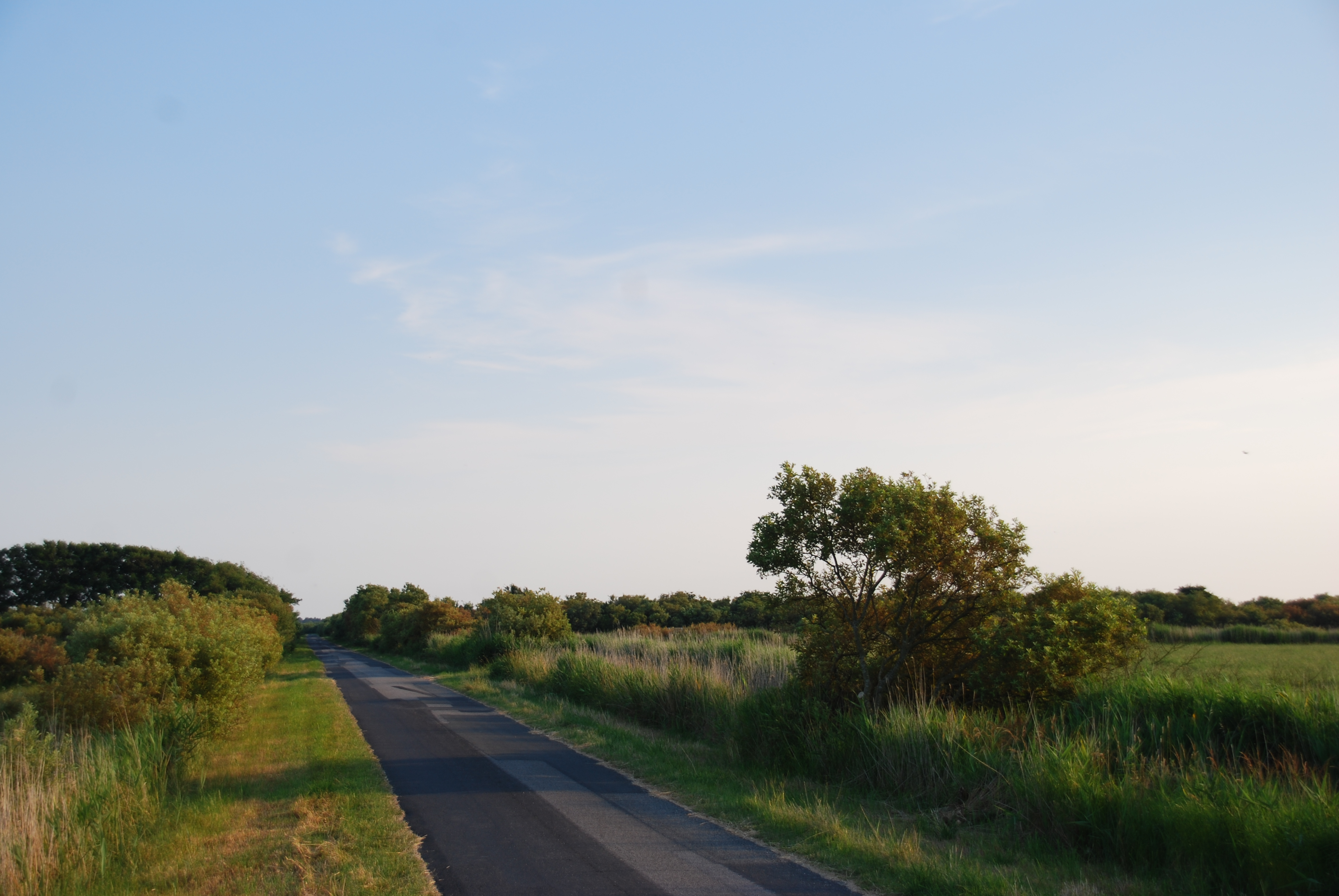

## Nevezetességek
- Lembecksburg